# Caffrocixius
Caffrocixius är ett släkte av insekter. Caffrocixius ingår i familjen kilstritar.
Kladogram enligt Catalogue of Life:
| Caffrocixius | \| \| Caffrocixius capeneri \| \| \| \| \| \| Caffrocixius fennahi \| \| \| \| \| \| Caffrocixius metcalfi \| \| \| \| \| \| Caffrocixius muiri \| \| \| \| \| \| Caffrocixius personata \| \| \| \| \| \| Caffrocixius synavei \| \| \| \| |
|              | \| \| Caffrocixius capeneri \| \| \| \| \| \| Caffrocixius fennahi \| \| \| \| \| \| Caffrocixius metcalfi \| \| \| \| \| \| Caffrocixius muiri \| \| \| \| \| \| Caffrocixius personata \| \| \| \| \| \| Caffrocixius synavei \| \| \| \| |
|              | Caffrocixius capeneri |
|              | |
|              | Caffrocixius fennahi |
|              | |
|              | Caffrocixius metcalfi |
|              | |
|              | Caffrocixius muiri |
|              | |
|              | Caffrocixius personata |
|              | |
|              | Caffrocixius synavei |
|              | |